# Tokuma Shoten
Tokuma Shoten Publishing Co., Ltd. (яп. 株式会社徳間書店, Kabushiki gaisha Tokuma Shoten, досл. «Книгарня Токума») — видавництво в Японії, головний офіс якого розташований у районі Шінаґава, Токіо. Компанію заснував у 1954 році Ясуйоші Токума в районі Мінато, Токіо. До портфоліо компанії входить видавництво музики, відеоігор, фільмів, аніме, журналів, манґи та книжок.
Серед компаній, що входили до складу Tokuma Shoten, були Studio Ghibli, Daiei Film та звукозаписний лейбл Tokuma Japan Communications. Після смерті засновника компанії, Ясуйоші Токуми, 20 вересня 2000 року, провели реструктуризацію активів. У 2005 році Tokuma Shoten здійснила корпоративне відокремлення Studio Ghibli, знову зробивши аніме-підрозділ окремою компанією. У жовтні 2001 року Tokuma Shoten продала Tokuma Japan Communications компанії Daiichi Kosho, а в листопаді 2002 року Daiei Film була придбана Kadokawa Corporation.
З 2005 року компанія оптимізувала свою діяльність, зосередившись виключно на публікації друкованих медіа та трансляції адаптованих матеріалів для телебачення та художніх фільмів. 17 березня 2017 року компанію придбала Culture Convenience Club. Угоду завершено наприкінці березня.

## Історія
У березні 1954 року Токума була заснована як East-West Entertainment Publishing у районі Шімбаші 3-чоме, Мінато-ку, Токіо, з капіталом у 1 000 000 єн. Компанія отримала права на публікацію журналу Weekly Asahi Performing Arts, який існував з січня 1951 року. Відкриття філії в Осаці відбулося того ж року. У вересні 1958 року назву компанії змінили на Asahi Performing Arts Publishing. У квітні 1961 року Asahi Performing Arts Publishing відокремила своє видавництво книг як Tokuma Shoten. У жовтні 1967 року компанії Asahi Performing Arts Publishing та Tokuma Publishing об'єдналися, ставши відомими як Tokuma Shoten Company. Того ж місяця видано перший випуск Problem Novel.
У липні 1978 року запущено щомісячне видання Animage, а в жовтні 1980 року — бренд Tokuma Bunko. У березні 1984 року компанія спільно з Hakuhodo Inc. реалізувала проєкт, присвячений 30-річчю компанії. Також компанія фінансувала фільми Studio Ghibli, починаючи з «Навсікая з Долини Вітрів». У лютому 1988 року компанія випустила аніме-серіал «Легенда про галактичних героїв» Йошікі Танаки. У квітні того ж року вийшов аніме-фільм «Мій сусід Тоторо», а у вересні 1988 року побачило світ щомісячне видання GoodsPress.
У 1985 році Tokuma Shoten почала видавати журнал Family Computer Magazine, перший відеоігровий журнал про консольні ігри, зокрема про відеогру для консолі Nintendo Family Computer (Famicom), яку згодом випустили на заході як Nintendo Entertainment System (NES). Спочатку він був щомісячним журналом, тираж якого зріс зі 180 000 у липні до 600 000 у грудні 1985 року. У 1986 році він став виходити раз на півмісяця з тиражем понад 1 мільйона примірників за випуск. Журнал надихнув на створення подібних видань, таких як Famicom Tsūshin (Famitsu) у 1986 році та Nintendo Power у 1988 році. У жовтні 1985 року Tokuma Shoten випустила книгу Super Mario Bros: The Complete Strategy Guide, що була стратегічним посібником для Super Mario Bros. Книга частково використовувала матеріали з Family Computer Magazine і включала новий контент, написаний Наото Ямамото, який не отримав роялті за свою роботу. Книга продала 630 000 примірників у 1985 році, ставши найпродаванішою книгою в Японії того року. До січня 1986 року її тираж досяг 860 000 примірників, і вона знову стала найпродаванішою книгою Японії у 1986 році, продавши загалом 1,3 мільйона примірників.
У 1989 році компанія Tokuma Shoten найняла Streamline Pictures для створення англомовної версії фільму 1986 року «Лапута: Небесний замок» режисера Хаяо Міядзакі, а також англійського дубляжу фільму 1992 року «Замок Каліостро». У 1988 році Streamline також зробила дубляж фільмів «Мій сусід Тоторо» та «Служба доставки Кікі, юної відьми», який був здійснений під керівництвом Грегорі Снегоффа для Tokuma Shoten. Однак ця співпраця використовувалася лише як фільми для показу на борту літаків Japan Airlines, які на той час ліцензували їх у Tokuma Shoten. Аеролінії показували ці фільми під час своїх рейсів між Японією та США. У травні 1994 року компанія випустила дитячу книгу з ілюстраціями та літературою в рамках проекту, присвяченого 40-річчю компанії.
У серпні 1996 року Disney та Tokuma Shoten уклали партнерство, за яким Buena Vista Pictures стала єдиним міжнародним дистриб'ютором анімаційних фільмів Studio Ghibli, випущених Tokuma Shoten. З того часу всі три згадані раніше фільми Міядзакі з Studio Ghibli, які були дубльовані Streamline, були пере-дубльовані Disney. 1 червня 1997 року Tokuma Shoten Publishing об'єднала свої медіаоперації, зливши Studio Ghibli, Tokuma Shoten Intermedia software та Tokuma International в одну локацію. У лютому 1999 року, на 19-й церемонії вручення премії Японії в галузі наукової фантастики, відбулася презентація роману, присвяченого 30-річчю премії, а також церемонія вручення премії Токума за короткий роман. У липні 2001 року вийшов фільм «Віднесені привидами». Він побив численні рекорди та став найуспішнішим фільмом тієї епохи в історії Японії, зібравши понад 289 мільйонів доларів у всьому світі. У листопаді 2004 року вийшов фільм «Мандрівний замок» . Разом із фільмом успішною була оригінальна книга з однойменною назвою. Між 1999 і 2005 роками Studio Ghibli була дочірнім брендом Tokuma Shoten, однак це партнерство завершилося в квітні 2005 року, коли Studio Ghibli була відокремлена від Tokuma Shoten і знову стала незалежною компанією з новим головним офісом.
У вересні 2006 року був запущений щомісячний журнал Comic Ryu. У жовтні 2006 року Weekly Asahi Performing Arts відзначив своє 50-річчя. У травні 2007 року розпочалося виробництво анімаційного телевізійного серіалу Dennou coli, а у травні 2011 року Rongu Blessing's Long Blessed Diet (серія Рьосуке Мікі) досягла сумарно 1,16 мільйона переглядів. У січні 2012 року був запущений щомісячний журнал Volt, а в вересні 2012 року — Sweet Girly Artbook Larme. У квітні 2013 року на телеканалі TV Tokyo вийшов телевізійна драма Tokimeki Deka Tachibana, заснований на оригінальному творі Tokuma Comics Sakado від Садако, а також Torii Tori Drawing. У червні 2013 року на NHK транслювалася драма Traffic від Шібата Йошікі, що належав до серії Tokuma Bunko. У травні 2014 року компанія випустила фільм Wood Job! ~ Original God of Dreams по всій Японії, а також фільм God's Honorable Emotional Daily від Міури Шина. У липні 2015 року було транслювано анімаційне шоу Monster Musume no Daily Life.
У січні 2017 року Tokuma Bunko запустила драму Today is a Good Day від Махи Харади, яка транслювалася на WOWOW. У березні 2017 року Tokuma Shoten стала дочірньою компанією Culture Convenience Club через обмін акціями в результаті придбання. У квітні 2017 року було транслювано оригінальне анімаційне телевізійне шоу Alice and Kura Six за мотивами твору Тецуї Імаї. У липні 2017 року на WOWOW вийшла драма Akira and Akira від Іке Велл Джуна, а також анімаційний серіал Centaur’s Trouble за мотивами твору Кей Мураями.